# Sui Xinmei
Sui Xinmei, née le 29 janvier 1965, est une ancienne athlète chinoise, pratiquant le lancer du poids. Elle a été vice-championne olympique en 1996.

## Palmarès
- Jeux olympiques d'été de 1996 à Atlanta ( États-Unis)
  -  Médaille d'argent au lancer du poids

### Championnats du monde d'athlétisme
- Championnats du monde d'athlétisme de 1993 à Stuttgart ( Allemagne)
  - 4e au lancer du poids
- Championnats du monde d'athlétisme de 1995 à Göteborg ( Suède)
  - 5e au lancer du poids

### Championnats du monde d'athlétisme en salle
- Championnats du monde d'athlétisme en salle de 1991 à Séville ( Espagne)
  -  Médaille d'or au lancer du poids
- Championnats du monde d'athlétisme en salle de 1995 à Barcelone ( Espagne)
  - 5e au lancer du poids